# Pugled
Pugled – wieś w Słowenii, w gminie Semič. W 2018 roku liczyła 16 mieszkańców.